# 鴨巴甸街

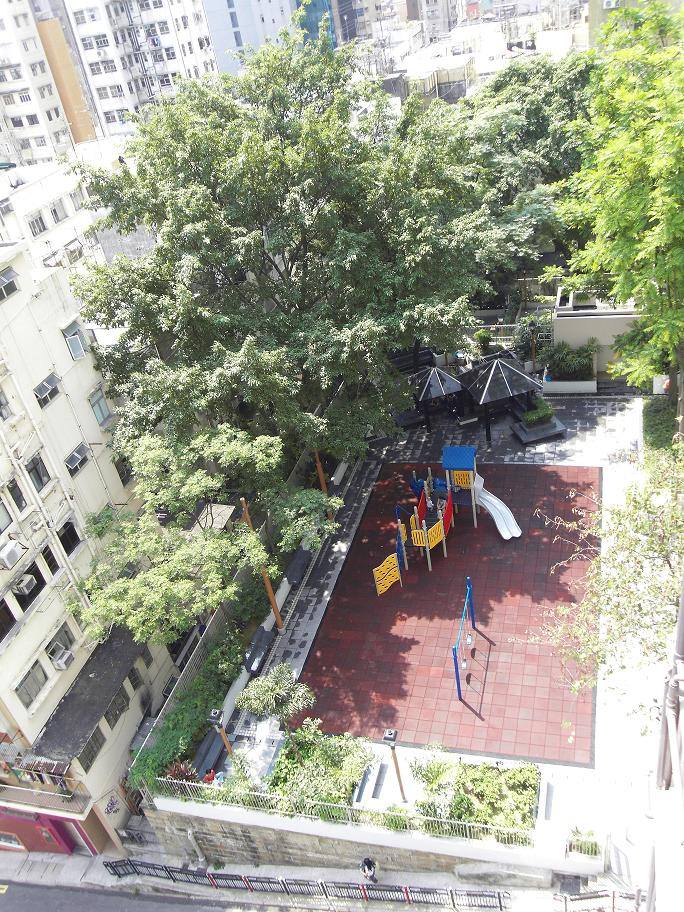
位於鴨巴甸街上段的光漢台公園

22°17′01″N 114°09′09″E / 22.2835267°N 114.1525191°E
鴨巴甸街（英語：Aberdeen Street）是香港中西區街道，為香港島上環與中環分界線。道路為南北走向，由皇后大道中的交界開始，穿過荷李活道及士丹頓街等道路，至堅道為止。全線大部份路段為單線單程行車，近皇后大道中一段則為石級行人道。

## 歷史
鴨巴甸街於開埠初期1840年代規劃，作為華人與洋人的聚居界線。華人需要居住於街道以西的太平山街地區，即上環和西營盤一帶，街道以東則發展成為維多利亞城的市中心。
這條道路與香港仔一樣，都是以當時的英國外交大臣鴨巴甸勳爵 命名，他的原名是喬治咸美頓戈登（George Hamilton Gordon），因家族封爵位於鴨巴甸棍郡而得名，他是第四代的伯爵（4th Earl of Aberdeen），也是當年的英國外相（Foreign Secretary）積極參與中國事務的決策人。

## 沿路著名地點
- 光漢台公園
- 雅麗氏醫院（已改名及搬遷多年）
- PMQ元創坊（前中央書院所在地）
- 老牌茶樓蓮香樓（在鴨巴甸街與威靈頓街交界處）
- 鴨巴甸街與士丹頓街交界地下公廁（1918年落成，香港二級歷史建築）

## 圖庫

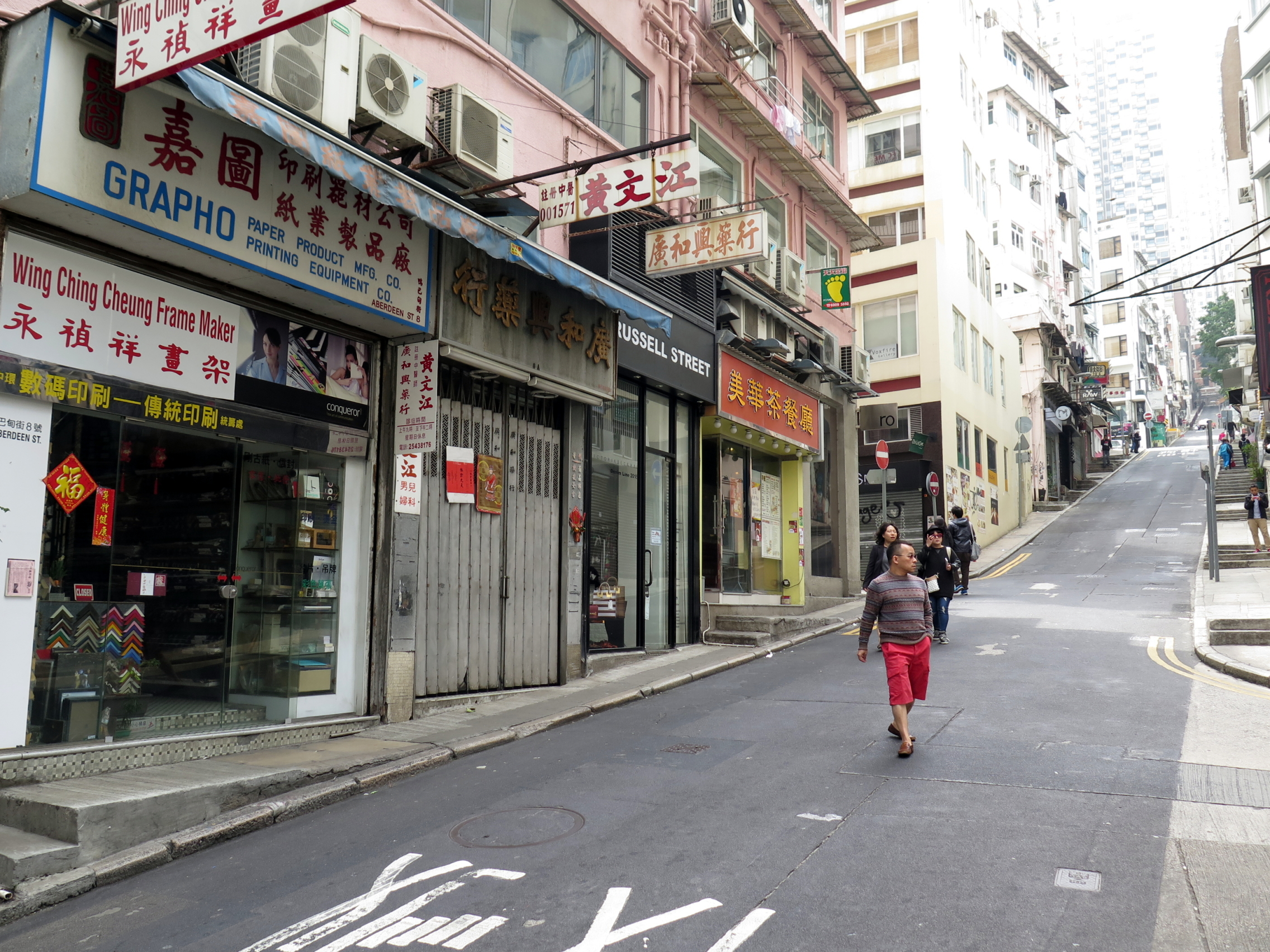
鴨巴甸街近荷李活道
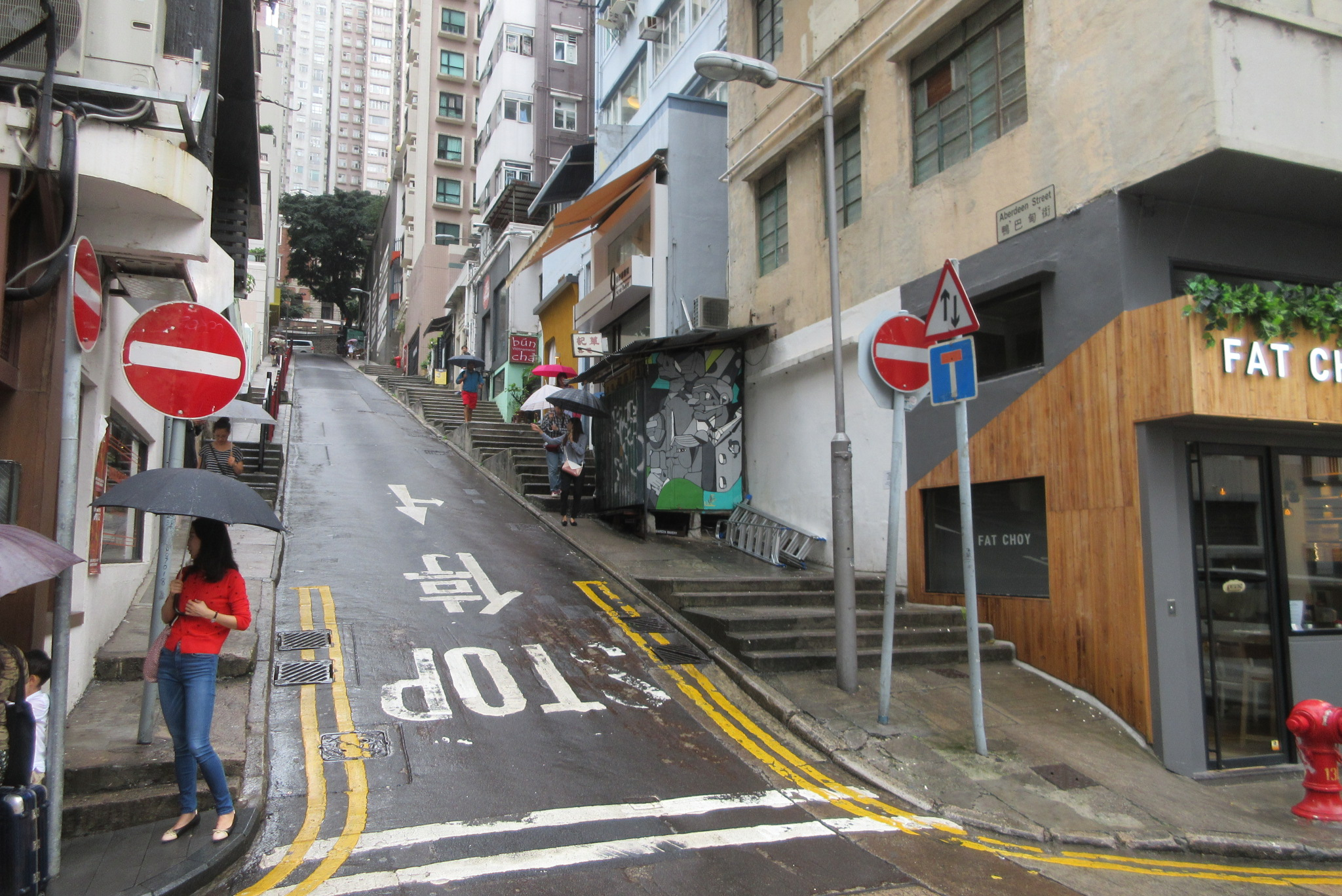
鴨巴甸街與士丹頓街交界
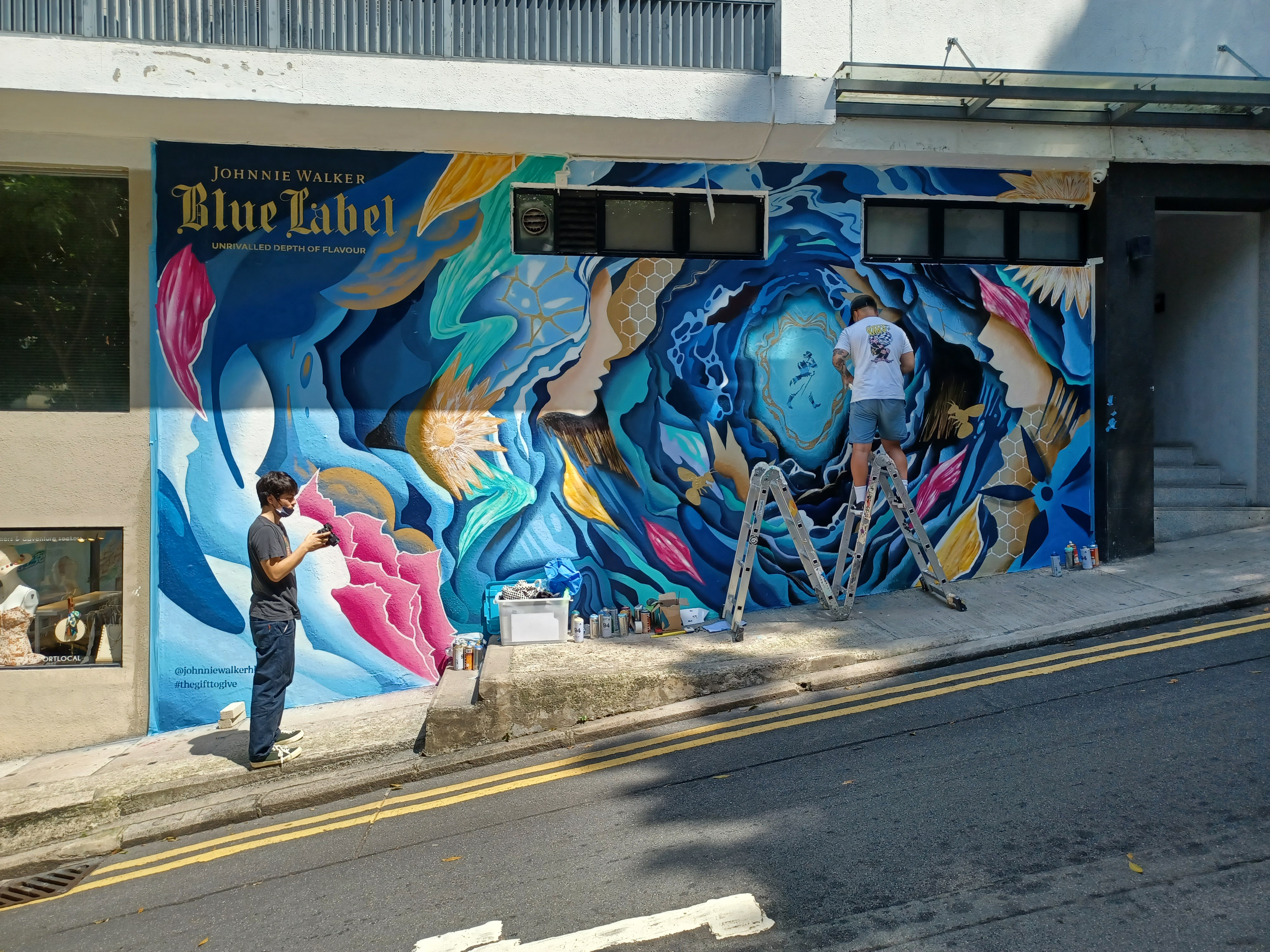
鴨巴甸街的壁畫
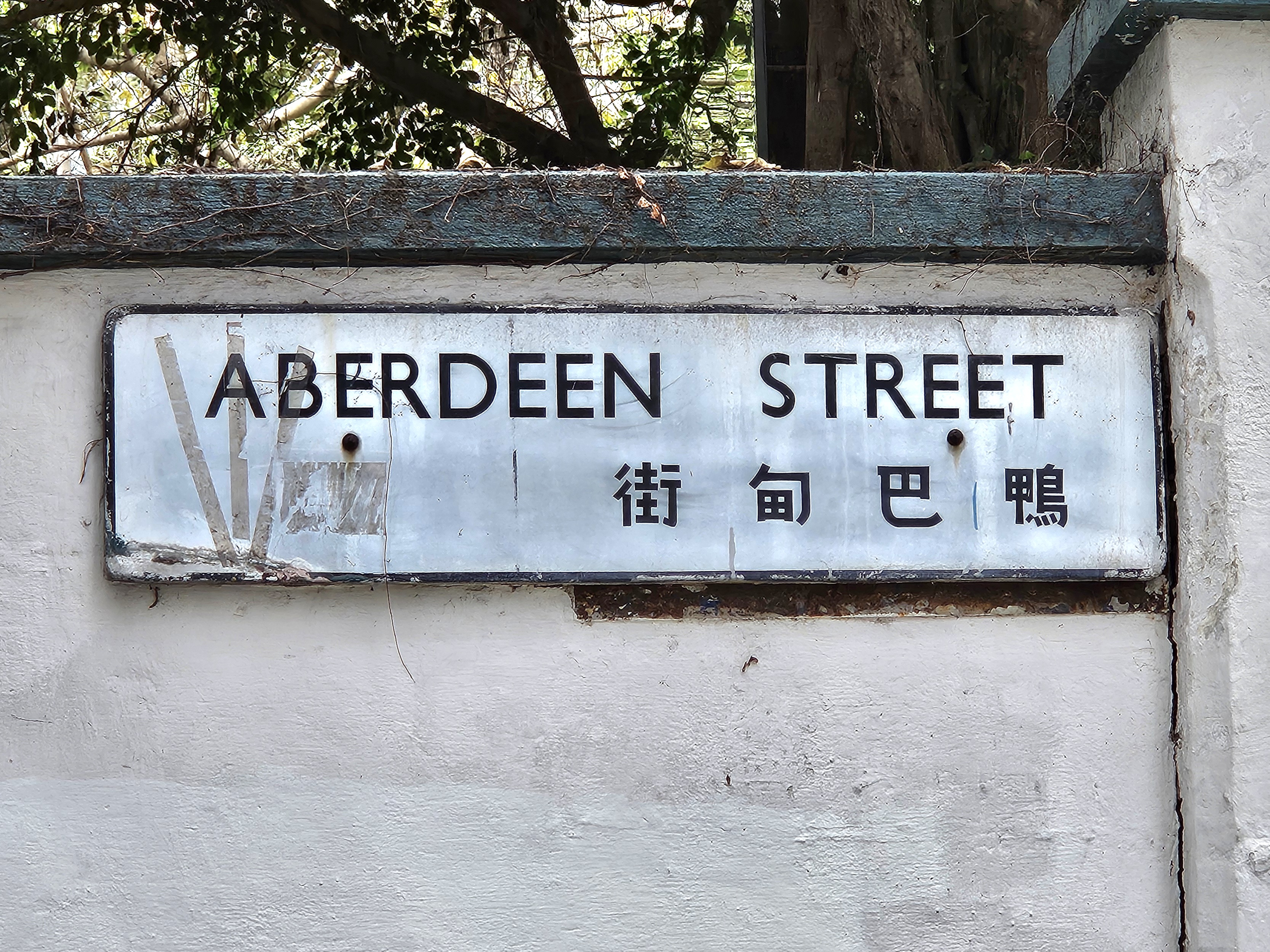
鴨巴甸街鋁質搪瓷長型街牌
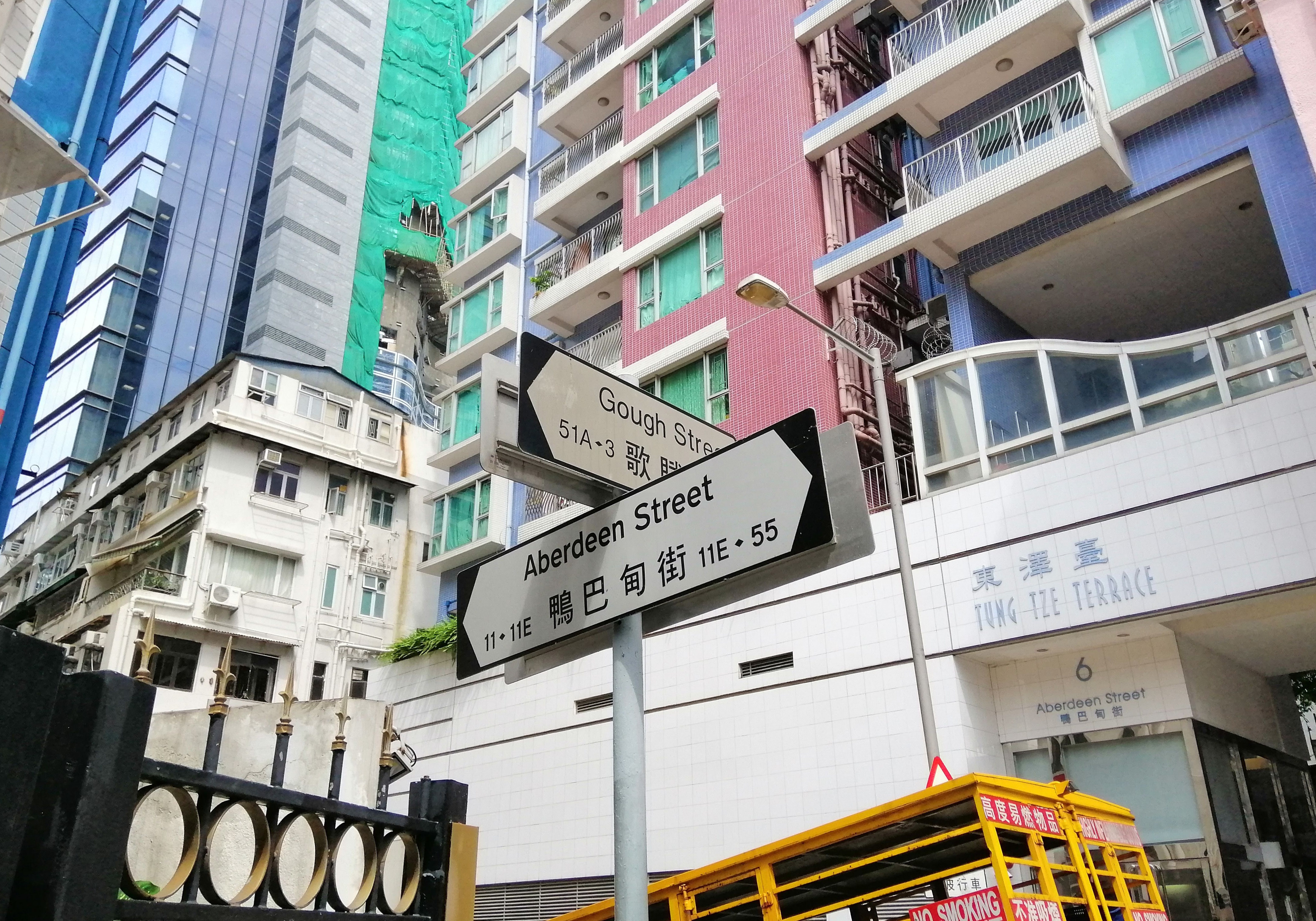
鴨巴甸街與歌賦街交界

## 外部連結
维基共享资源上的相關多媒體資源：鴨巴甸街